# Pseudolarentia cryptocycla
Pseudolarentia cryptocycla är en fjärilsart som beskrevs av Louis Beethoven Prout 1913. Pseudolarentia cryptocycla ingår i släktet Pseudolarentia och familjen mätare. Inga underarter finns listade.